# Umbrello
Umbrello — середовище UML-моделювання. Ця програма є вільним програмним забезпеченням, призначеним для побудови UML діаграм на платформі Unix. Umbrello — частина віконного середовища KDE, але також добре працює і з іншими віконними менеджерами і в інших програмних оточеннях. Користувацький інтерфейс програми простий та функціональний.
Umbrello підтримує всі стандартні типи UML-діаграм. Також підтримується імпорт з C++, IDL, Pascal/Delphi, Ada, Python, Java, Perl (за допомогою зовнішнього інструменту, доступного на uml.sourceforge.net [Архівовано 21 грудня 2008 у Wayback Machine.]) та експорт діаграм у різні мови програмування. Формат файлу, що використовується при зберіганні діаграм, заснований на XMI.
Umbrello дозволяє зберігати дані моделі в форматах DocBook і XHTML. Це було зроблено з метою підтримки моделі спільної розробки коли не всі розробники мають доступ до Umbrello. Ця можливість також незамінна при необхідності розміщення контенту моделі на Web-сайті.

## Підтримувані мови програмування (експорт)
- C++
- Java
- C Sharp
- PHP
- JavaScript
- ActionScript
- SQL
- Pascal
- Ada
- Python
- IDL
- XML Schema
- Perl
- Ruby
- Tcl